# Toni Cabré

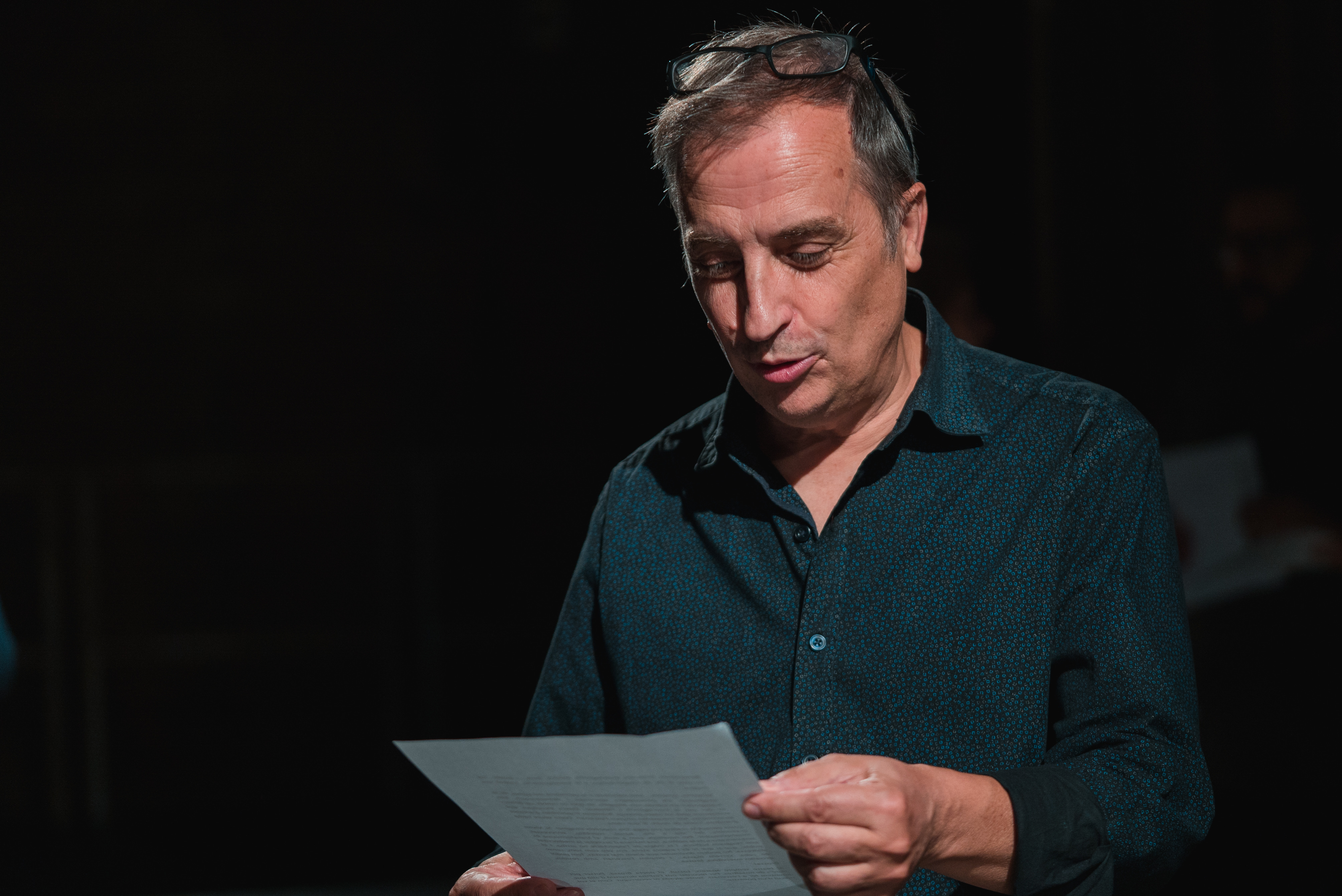
Toni Cabré. Dramaturgo, guionista y escritor.

Toni Cabré Masjuan (Mataró, Maresme, 1957) es dramaturgo, guionista, ingeniero y gestor cultural español. Su producción teatral es variada, pero mantiene dos constantes: la realista (la relación del hombre con el mundo tecnológico, la complicidad con el poder, la duda ...) y la paradójica (teatro dentro del teatro, confusión de realidad y sueño, verdad y mentira ...). Su primera obra teatral es Computer Love, (1980). Después publica Los camaleones también pagan -reeditada el 2015- y Oh, bit !. En 1989 estrena Estrips. En 1994 estrena y publica el monólogo La metamorfosis, basado en la narración de Kafka. Ha publicado también Tregua, Overbooking, el monólogo Oi ?, la obra Historias de amor -estrenada en 2000 en Barcelona por el Teatro Nacional de Cataluña y, en Madrid, por las compañías Yacer Teatro (2001) y Máscara Laroye (2003 ) -, Viaje a California, Navegantes, El efecto  2000 o La pecera -estrenada el año 2016 en el Versus Teatre de Barcelona-, Teoría de catástrofes, Iglú, Mañana conocerás a Klein, el inútil, Las vírgenes virtuales, Letra pequeña y Silencios -Premio Ciudad de Manacor Jaume Vidal Alcover-; y las piezas breves Fantasías, Obra inacabada, Rosebud Hotel, Nadie y Vladimir. Como guionista, ha formado parte del equipo de las series de TV3, Pueblo Nuevo, Secretos de familia, Nissaga de poder, Laberinto de sombras, La Riera y Olor de Colonia. Ha obtenido varios premios teatrales.
- Datos: Q11952110